# Molly Van Nostrand
Pour les articles homonymes, voir Van Nostrand.
Molly Van Nostrand (née le 12 mars 1965) est une joueuse de tennis américaine, professionnelle dans les années 1980.
Elle est principalement connue pour avoir atteint les quarts de finale du tournoi de Wimbledon en 1985. Alors qu'elle sortait des qualifications, elle écarte la tête de série n°4 Manuela Maleeva en huitièmes de finale. L'année suivante, elle accède de manière assez improbable à la finale du tournoi de Mahwah. En effet, elle profite d'un abandon au deuxième tour puis d'un forfait avant de battre Helena Suková, tête de série n°2 en quart de finale. Elle bat ensuite la qualifiée Sud-africaine Elna Reinach pour affronter Steffi Graf contre laquelle elle s'incline logiquement.
Son frère, John Van Nostrand, fut également joueur de tennis.

## Palmarès

### Titre en simple dames
Aucun

### Finale en simple dames
| No | Date       | Nom et lieu du tournoi             | Catégorie | Dotation  | Surface    | Vainqueure  | Score    |          |
| -- | ---------- | ---------------------------------- | --------- | --------- | ---------- | ----------- | -------- | -------- |
| 1  | 18-08-1986 | United Jersey Bank Classic, Mahwah |           | 150 000 $ | Dur (ext.) | Steffi Graf | 7-5, 6-1 | Parcours |

### Titre en double dames
Aucun

### Finale en double dames
| No | Date       | Nom et lieu du tournoi                      | Catégorie | Dotation | Surface         | Vainqueures                   | Partenaire      | Score    |          |
| -- | ---------- | ------------------------------------------- | --------- | -------- | --------------- | ----------------------------- | --------------- | -------- | -------- |
| 1  | 04-03-1985 | Virginia Slims of Indianapolis Indianapolis |           | 75 000 $ | Moquette (int.) | Elise Burgin Kathleen Horvath | Jennifer Mundel | 6-4, 6-1 | Parcours |

## Parcours en Grand Chelem

### En simple dames
| Année | Open d'Australie (janvier) | Open d'Australie (janvier) | Internationaux de France | Internationaux de France | Wimbledon       | Wimbledon       | US Open         | US Open         | Open d'Australie (décembre) | Open d'Australie (décembre) |
| ----- | -------------------------- | -------------------------- | ------------------------ | ------------------------ | --------------- | --------------- | --------------- | --------------- | --------------------------- | --------------------------- |
| 1984  | n/a                        | n/a                        | 1er tour (1/64)          | Masako Yanagi            | -               | -               | -               | -               | -                           | -                           |
| 1985  | n/a                        | n/a                        | -                        | -                        | 1/4 de finale   | Zina Garrison   | 2e tour (1/32)  | Sandra Cecchini | 1er tour (1/32)             | Virginia Wade               |
| 1986  | n/a                        | n/a                        | -                        | -                        | 1er tour (1/64) | Jennifer Mundel | 2e tour (1/32)  | Elise Burgin    | n/a                         | n/a                         |
| 1987  | 1er tour (1/64)            | Tina Mochizuki             | 1er tour (1/64)          | Iwona Kuczyńska          | 1er tour (1/64) | Jo Durie        | 1er tour (1/64) | Ann Devries     | n/a                         | n/a                         |
| 1989  | -                          | -                          | -                        | -                        | 1er tour (1/64) | Anne Minter     | 1er tour (1/64) | Manon Bollegraf | n/a                         | n/a                         |

À droite du résultat, l’ultime adversaire.

### En double dames
| Année | Open d'Australie (janvier)  | Open d'Australie (janvier) | Internationaux de France   | Internationaux de France | Wimbledon                     | Wimbledon                  | US Open                       | US Open                    | Open d'Australie (décembre) | Open d'Australie (décembre) |
| ----- | --------------------------- | -------------------------- | -------------------------- | ------------------------ | ----------------------------- | -------------------------- | ----------------------------- | -------------------------- | --------------------------- | --------------------------- |
| 1981  | n/a                         | n/a                        | -                          | -                        | -                             | -                          | 1er tour (1/32) D. Fromholtz  | Rene Blount A. Buchanan    | -                           | -                           |
| 1984  | n/a                         | n/a                        | -                          | -                        | 1er tour (1/32) Maeve Quinlan | B. Jordan E. Sayers        | -                             | -                          | -                           | -                           |
| 1985  | n/a                         | n/a                        | -                          | -                        | 2e tour (1/16) J. Mundel      | C. Monteiro Y. Vermaak     | 1er tour (1/32) J. Mundel     | Kathy Jordan E. Smylie     | 1er tour (1/16) C. Benjamin | T. Holladay H. Ludloff      |
| 1986  | n/a                         | n/a                        | -                          | -                        | 1/4 de finale J. Mundel       | H. Mandlíková W. Turnbull  | 1er tour (1/32) J. Mundel     | Steffi Graf G. Sabatini    | n/a                         | n/a                         |
| 1987  | 1er tour (1/16) A. Moulton  | G. Fernández Robin White   | 2e tour (1/16) Henricksson | Navrátilová Pam Shriver  | 3e tour (1/8) Henricksson     | Kohde-Kilsch Helena Suková | 2e tour (1/16) Henricksson    | Steffi Graf G. Sabatini    | n/a                         | n/a                         |
| 1988  | -                           | -                          | -                          | -                        | 1er tour (1/32) B. Cordwell   | C. Lindqvist Tine Scheuer  | 1er tour (1/32) Anne Minter   | Navrátilová Pam Shriver    | n/a                         | n/a                         |
| 1989  | 2e tour (1/16) Alison Scott | Patty Fendick Hetherington | -                          | -                        | 2e tour (1/16) Louise Allen   | Chris Evert H. Mandlíková  | 1er tour (1/32) Sophie Amiach | Nicole Provis Elna Reinach | n/a                         | n/a                         |

Sous le résultat, la partenaire ; à droite, l’ultime équipe adverse.

### En double mixte
| Année | Open d'Australie (janvier), | Open d'Australie (janvier), | Internationaux de France   | Internationaux de France  | Wimbledon                     | Wimbledon                 | US Open | US Open | Open d'Australie (décembre), | Open d'Australie (décembre), |
| ----- | --------------------------- | --------------------------- | -------------------------- | ------------------------- | ----------------------------- | ------------------------- | ------- | ------- | ---------------------------- | ---------------------------- |
| 1984  | n/a                         | n/a                         | 1er tour (1/32) D. Ralston | Virginia Wade John Feaver | -                             | -                         | -       | -       | n/a                          | n/a                          |
| 1985  | n/a                         | n/a                         | -                          | -                         | 2e tour (1/16) Dacio Campos   | Anne White E. Teltscher   | -       | -       | n/a                          | n/a                          |
| 1986  | n/a                         | n/a                         | -                          | -                         | 1er tour (1/32) A. Amritraj   | Bettina Bunge E. Sánchez  | -       | -       | n/a                          | n/a                          |
| 1987  | -                           | -                           | -                          | -                         | 1er tour (1/32) Brian Levine  | M. Reinach van Rensburg   | -       | -       | n/a                          | n/a                          |
| 1988  | -                           | -                           | -                          | -                         | 3e tour (1/8) Stefan Kruger   | Navrátilová E. Sánchez    | -       | -       | n/a                          | n/a                          |
| 1989  | -                           | -                           | -                          | -                         | 1er tour (1/32) Eddie Edwards | Lori McNeil Robert Seguso | -       | -       | n/a                          | n/a                          |

Sous le résultat, le partenaire ; à droite, l’ultime équipe adverse.

## Classements WTA

### Classements en simple en fin de saison
| Année | 1985 | 1986 | 1987 | 1988 | 1989 |
| Rang  | 44   | 62   | 142  | 237  | 110  |

Source : (en) « Classements de Molly Van Nostrand », sur le site officiel du WTA Tour

### Classements en double en fin de saison
| Année | 1986 | 1987 | 1988 | 1989 |
| Rang  | 46   | 51   | 146  | 93   |

Source : (en) « Classements de Molly Van Nostrand », sur le site officiel du WTA Tour